# Associazione guide italiane
L'AGI, acronimo di Associazione guide italiane, è stata un'associazione di guide nata nel 1943 ed è confluita nel 1974 - attraverso una fusione con l'Associazione scouts cattolici italiani (ASCI) - nell'Associazione Guide e Scouts Cattolici Italiani (AGESCI).

## Motto
Il motto dell'AGI era Estote Parati. Le Coccinelle avevano il motto Eccomi e le Scolte Servire.

## Storia
La fondazione avvenne il 28 dicembre 1943 a Roma, alle Catacombe di Priscilla, dove la prima squadriglia di sette guide, formata da Giuliana di Carpegna, nipote del fondatore dell'ASCI Mario di Carpegna, pronunciò la loro promessa nelle mani di padre Agostino Ruggi d'Aragona O.P. ("Arda") che, essendo stato nella sua giovinezza capo e commissario dell'ASCI, poteva rappresentare idealmente la grande famiglia degli scout e delle guide.
La principessa Maria Massimo Lancellotti, che fece la sua promessa il 10 ottobre 1944, fu nominata presidente del Commissariato centrale l'8 dicembre 1944 dalla Santa Sede (che aveva prontamente riconosciuto l'AGI) e mantenne tale carica fino a che, con lo statuto del 1954 fu nominata capo guida. La sua salute, che da anni aveva cominciato a farla soffrire, la costrinse a dimettersi nel dicembre 1955.
Dopo che la branca Guide era già ripartita nel 1945, al termine del conflitto, in seguito a svariate iniziative locali, nel 1948 furono elaborati i programmi per le branche Coccinelle e Scolte ispirati rispettivamente ai sentieri e alla spiritualità della strada. Si succedettero quindi i campi scuola per le capo riparto, capo fuoco e capo cerchio. Il 5 luglio 1953 a Trento iniziò la prima Route Nazionale riservata alle commissarie: il guidismo coglieva l'occasione per fare un esame serio del proprio cammino, che sarebbe sfociato nello statuto del 1954.
Dopo le profonde riflessioni sociali e culturali innescate dall'avvento del 1968 si aprì un dibattito interno all'AGI come pure nell'ASCI. Questo dibattito portò numerose cape a lasciare l'associazione.
In seguito a questo dibattito, il 4 maggio 1974 le due associazioni riunite in assemblea deliberarono di riunirsi nell'AGESCI (Associazione Guide e Scout Cattolici Italiani). Se nell'ASCI questa scelta non fu indolore, tutte le delegate dell'AGI (tranne una) votarono a favore della fusione. La nuova associazione, tenendo nel debito conto le esperienze di ASCI ed AGI, introduceva la coeducazione, la possibilità cioè di educare insieme i ragazzi e le ragazze prevedendo anche attività in comune. Per garantire una pari presenza di uomini e donne, fu introdotta la diarchia, la pratica cioè di avere due persone (un uomo ed una donna) e non una sola, in ogni posizione, dal capo unità fino ai presidenti dell'associazione. Anche la rielaborazione dei sentieri delle branche Esploratori e Guide, compiuta nel 1979, fu fatta mediando il sentiero dell'ASCI (articolato su 5 livelli) e quello dell'AGI (che aveva tre momenti), arrivando ad un sentiero unico articolato su quattro tappe.
Alcune delle cape che erano uscite dall'AGI prima della fusione (ed in misura minore alcune capo uscite dopo di questa) scelsero di aderire ad altre associazioni, soprattutto l'FSE (Associazione italiana guide e scouts d'Europa cattolici), conosciuta anche come "Scouts d'Europa". La FSE si caratterizza per un metodo educativo fondato sull'intereducazione.